# Rivière à Pat
Rivière à Pat är ett vattendrag i Kanada.   Det ligger i provinsen Québec, i den sydöstra delen av landet, 270 km öster om huvudstaden Ottawa.
I omgivningarna runt Rivière à Pat växer i huvudsak blandskog. Runt Rivière à Pat är det mycket glesbefolkat, med 7 invånare per kvadratkilometer.